# Silvia Süller
Silvia del Carmen Süller (Buenos Aires; 10 de febrero de 1958) es una ex vedette, cantante, actriz, ex conductora, ex modelo y figura mediática argentina. Es hermana mayor del mediático Guido Süller y del exfutbolista Marcelo Süller.

## Comienzos
Antes de aparecer en televisión, en su juventud, Süller se dedicó al modelaje, saliendo Reina de la Primavera de su colegio y participando en varios desfiles, resultando ganadora de muchos de ellos. En 1977, Nelly Raymond, con licencia otorgada por la Meca World, impulsó la elección para representantes sudamericanas para el certamen Miss Mundo. En Argentina, su equipo técnico se tomó la tarea de elegir dos finalistas por las ciudades de Capital Federal, La Plata, Rosario, Mendoza, Córdoba, entre otras, siendo Süller elegida junto a Sofía Karpovich por Capital Federal. La noche del 10 de octubre de ese año, todas las finalistas compitieron ante el panel del jurado, el cual estuvo integrado por personalidades como Cecilio Madanes, Amelia Bence, Juan José Camero y Carlos Cañas Finalmente la ganadora fue Susana Beatriz Stéfano.
En 1979 logró posicionarse como primera princesa del certamen "Reina del Esquí", celebrado en Esquel, Chubut. Las ganadoras fueron votadas contando con la presencia de actores como Graciela Alfano, Claudio Levrino, Cristina del Valle y Beatriz Taibo.
En 1980 participó en un concurso para secretaria de televisión para Sábado fiesta, programa que tuvo por conductores a Juan Alberto Mateyko y Guillermo Marconi. Sin embargo, no logró ganar. En 1986, separada recientemente, su hermano Guido Süller le pidió que lo acompañara un día a Canal 9. Al llegar, vio a un asistente decir necesitar una modelo para un nuevo juego de un programa. Fue entonces cuando éste vio a Süller y le dijo que se presentara al casting que se haría, resultando la ganadora. Comenzó a aparecer en TV, como secretaria de Silvio Soldán en el programa Grandes valores del tango el 30 de marzo de 1986, siendo ese su debut en el medio del espectáculo. Süller y el conductor se enamoraron, y al cabo de un tiempo comenzaron una relación amorosa. Fue entonces cuando Soldán le dio la oportunidad de conducir junto a él el programa Domingos para la juventud.
En 1987 se sometió a su primera mastoplastia, bajo el bisturí del cirujano Raúl López Bandera. Su busto sería uno de sus más importantes atributos en su futura carrera de vedette.
Süller y Soldán tuvieron un hijo y se separaron en 1992. A partir de esa separación, Süller despegó su carrera de vedette-mediática.

## Teatro
En 1993 hizo su debut en teatro de revista con la obra Picantísima, junto a Jorge Corona, Beatriz Salomón, Alberto Anchart, entre otros.
En 1994 protagonizó Tanga Feroz, junto a Jorge Corona, Alberto Anchart y otros. El nombre de este espectáculo teatral fue una parodia de la exitosa película Tango feroz: la leyenda de Tanguito.
En 1995 fue parte del elenco de La noche de las pistolas frías, junto a Marixa Balli, María Fernanda Callejón y Alejandra Pradón.
En 1996 participó junto a Susana Romero, Cris Miró y Alejandra Mora en la obra Más loca que una vaca. En 1997 protagonizó Ricos y Fogosos, junto a Jorge Corona, Mónica Ayos y otros. La obra tuvo un éxito considerable. A su vez, en ese mismo año, sacó su primer y único CD, Süllermanía, con canciones mediáticas que ella había popularizado, como El chizito de Jacobo, El beso seco, El equipo de la Süller, El ventilador o Süllermanía.
En 1998 protagonizó junto a Jorge Corona Corona al gobierno, Süller al poder (nombre inspirado en la famosa frase "Cámpora al gobierno, Perón al poder"). En ese mismo año protagonizó Armatetón, obra teatral cuyo nombre constituía una parodia de la película estadounidense Armageddon, y al año siguiente Corona 99. Pero renunció a ambos espectáculos por problemas con el elenco, y el 29 de diciembre de 1998 debutó en El show del chiste, como parte de la temporada de verano '99.
En 1999, formó parte del elenco de El festival del chiste, junto con Jorge Corona, Carlos Sánchez, Beto César, Chichilo Viale y Romina Gay.
En el año 2000 protagonizó Y dicen que somos aburridos, la joda continúa, junto a Tristán, Beto César y José Luis Gioia. El nombre de esta obra teatral estaba inspirado en la conocida frase "Dicen que soy aburrido", que constituía uno de los eslóganes de la campaña presidencial de Fernando de la Rúa para las elecciones de 1999. En la temporada de verano 2002 protagonizó Asociación ilícita para el humor, un espectáculo donde se refería indirectamente al famoso caso de Giselle Rímolo, una mujer que ejercía ilegalmente la medicina particular y que había sido descubierta meses antes. Cabe destacar que Rímolo era la entonces novia de su ex pareja Silvio Soldán. Por diversas razones abandonó la obra a mitad de temporada, llegándose incluso a especular con un posible embarazo suyo.
En 2003 protagonizó un espectáculo de teatro de revista donde compartió cartel con Nazarena Vélez.
En la temporada de verano de 2004 encabezó Humor Gitano, junto a Marcelo Polino, Marixa Balli y Ethel Rojo, bajo la producción de Luciano Garbellano, en Villa Carlos Paz.

Luego de varios años desde su última aparición en el teatro, en 2014 protagonizó junto a Jacobo Winograd la obra teatral Süller mata billetera. En diciembre de 2016, estrenó, junto a Rosita de Pasión, la obra teatral Divas Nac & Pop. Sin embargo, a fines de febrero de 2017, fue echada de la obra, debido, según sus compañeros de elenco, a sus incontables inasistencias a los ensayos, y por acosar sexualmente a Gabriel González, intérprete de Rosita de Pasión, quien la denunció. Fue reemplazada rápidamente por Zulma Lobato.
En enero de 2019, en Mar de Ajó, estrenó la obra Süllermanía total, junto a Mariano de la Canal, con la participación del invitado especial Irvin Díaz Escobar, cantante del programa La Voz Argentina.

## Apariciones en la TV y escándalos
Entre 2001 y 2003 participó de varias peleas mediáticas con personajes televisivos como Jacobo Winograd, Mich Amed o su propio hermano Guido. También fue invitada especial en varios programas como ZapTV, Rumores, Intrusos en el Espectáculo, Los Profesionales de Siempre, etcétera.
En 2001 confesó que había sido amante de Luis Vadalá, quien hasta ese mismo año fue marido de Moria Casán.
En 2005 participó de Odisea, en busca del escarabajo dorado, un programa de aventura en la selva costarricense conducido por Marley, siendo compañera de Rodrigo "La Hiena" Barrios, ambos enfrentados al dúo de Daniel Agostini y Daisy May Queen.
En el año 2006 estuvo a punto de actuar en cine por primera vez, en la película Monobloc, pero por diversas razones no pudo participar. Entre las mismas se hallaba el hecho de que fue muy difícil para la productora contactarla. Finalmente, el elenco principal de la película fue conformado por Rita Cortese, Graciela Borges, Carolina Fal y Evangelina Salazar.
Apareció luego en el programa de Andrea del Boca La mamá del año, y en el de Marley El muro infernal, compitiendo con su hermano Guido, con quien se reconcilió.
En febrero de 2008 iba a ser la vedette principal en el carnaval uruguayo de Montevideo, acompañando a la dupla cómica de Los Paseanderos durante los últimos 30 días del carnaval, ya que en los primeros 15 ese lugar lo ocuparía Alejandra Pradón. Pero ninguna de las dos se presentó, incumpliendo así el contrato y siendo demandadas judicialmente.
En septiembre de 2008 fue invitada especial en el programa de Fabián Gianola El último vuelo del día, junto a su hermano Guido. En el día 4 de ese mismo mes participó en El muro infernal otra vez, donde compitió con Fátima Flórez, imitadora suya,
y volvió a participar del programa el día 15, acompañando a su hijo Christian Soldán, que jugaba contra Alejandra Pradón.
Durante los años 2009 y 2010 fue de la partida, en varias ocasiones, del programa de Viviana Canosa. También se produjo en 2009 su retorno a América TV de la mano de Marcelo Polino y su programa Ponele la firma, después de casi cuatro años de ausencia en aquella emisora, siendo a partir de entonces asidua invitada.
Entre fines de 2010 y 2012, fue frecuentemente convocada por Santiago del Moro y su programa Infama, en donde protagonizó varias peleas con mediáticos y diversos personajes como Zulma Lobato, Electra Duarte, Oggi Junco, Casandra Crash, Jacobo Winograd, Fernando Cámara, alias "Amigacho", Claudia Segura, Noemí Alan, entre otros. A principios de 2011, en ese mismo programa, fue vinculada sentimentalmente con Ricardo García, marido de la vedette Adriana Aguirre, lo que motivó la pelea con Electra Duarte (supuesta expareja de Ricardo), y posteriormente fue vinculada con el director de cine Santiago Bal, con quien se peleó.
El 8 de abril de 2011 fue protagonista de un hecho inédito al salir en una nota del periódico británico The Sun, con motivo de una comparación con Katie Price.
Desde hace muchos años participa en diversos programas televisivos de Argentina y el exterior, como Bailando por un sueño (versión de Bolivia), Susana Giménez, Almorzando con Mirtha Legrand y otros, acumulando grandes niveles de audiencia.

### Bailando por un sueño 2007
En 2007 participó del popular programa Showmatch, en el segmento Bailando por un sueño. Dicho segmento es una adaptación local del formato mundial llamado Bailando con las estrellas, donde varias parejas formadas por un famoso y un compañero de baile profesional (llamado "soñador") compiten por ganar el concurso, quedando nominados aquellos que reciben las más bajas puntuaciones del jurado. Los nominados, o "sentenciados", concurren a un "duelo" donde bailan de nuevo el ritmo desaprobado y pueden ser salvados por el jurado, quedando dos parejas a merced del voto del público.
Según sus propias palabras, ya había sido convocada por el conductor de dicho programa, Marcelo Tinelli, para ese segmento, pero por diversas razones no había aceptado. Le tocó por compañero de baile el neuquino Fernando Ragnini.
En su debut, producido la noche del 18 de abril, debió bailar música disco, recibiendo del jurado el puntaje (por aquel entonces) más bajo en la historia de los Bailando por un sueño argentinos: 14 puntos. A causa de ello, generó un importante escándalo mediático al acusar a Jorge Lafauci de homosexual, a Gerardo Sofovich de «amargo» y a Moria Casán de tener «cara de caballo» y de ser travesti, siendo todos ellos miembros del jurado.
No obstante, cuatro días después se disculpó públicamente con ellos, aunque por su baja calificación quedó "sentenciada" (nominada para abandonar el concurso).
Pocos días más tarde renunció a su participación en el programa a través del programa de Viviana Canosa, ausentándose de Showmatch esa misma noche. Por esa razón su compañero de baile, Fernando Ragnini, quedó a merced del voto telefónico del público, sin poder participar del "duelo", quedando eliminado por el 55 % de los votos, obtenidos por la pareja conformada por Daniel Agostini y Virginia Gallardo. Posteriormente, continuó apareciendo en varios programas de televisión, haciendo declaraciones respecto a lo que había pasado.
Pocos días después desató otro escándalo al asegurar que por doce años había sido amante de Luis Ventura, panelista de Intrusos en el Espectáculo, lo que ameritó una grave respuesta del periodista, pues dijo, entre otras cosas, que ella le debía dinero, que era alcohólica, prostituta y adicta a los psicofármacos, que practicaba vudú y que él la había asistido incontables veces, por lo que se sentía traicionado. Incluso llegó a mostrar un cuadro de ella con sus propios hijos, y admitió que lo tenía colgado en la pared de su comedor, pero que ese mismo día lo sacó.
En mayo hizo una aparición especial en el programa por una sola noche, en donde dio explicaciones acerca de su abrupta salida ocurrida semanas atrás y opinó sobre todas las calificaciones que recibieron las parejas de esa noche. Además, en esa breve aparición acusó a su ex soñador de mitómano, pésimo bailarín y de aburrido, apodándolo «la ameba».
En agosto, se hizo un «repechaje» con el ritmo de caño. El repechaje consistió en que bailasen ese ritmo todas las parejas eliminadas hasta entonces y que cuatro de ellas pudieran reintegrarse definitivamente al certamen: el jurado seleccionaría siete y de esas parejas seleccionadas el público elegiría cuatro.
Süller volvió a bailar, pero con quien fuera soñador de Carmen Barbieri, Leandro Ángelo, luego del altercado con su anterior soñador. Süller recibió el segundo puntaje más alto de esa noche (36 puntos) y fue elegida para ir a votación telefónica junto con otras seis parejas seleccionadas por el jurado. El día lunes 13 de agosto se dieron a conocer los resultados de la votación telefónica y tras un empate técnico de 11 % con la pareja de Claudia Fernández y Maximiliano D'Iorio, volvió a ingresar al programa.
A la siguiente semana bailó cuarteto, quedando nuevamente sentenciada y siendo salvada por el jurado. La posterior semana bailó jive, volviendo a quedar sentenciada. En el duelo realizado la noche del 27 de agosto, precisamente dos semanas después de su reingreso, no fue salvada por el jurado y quedó eliminada por el 47 % de los votos contra el 53 % obtenido por María Eugenia Ritó y Esteban Hernández.

## Trabajos en radio
En el 2018 debutó en radio en la emisora PuntoCero.Me con su programa Estamos a punto, que se transmitió todos los viernes de 20 a 22, y que constaba de llamadas en vivo.

## Críticas
Silvia Süller es criticada por parte de la teleplatea, gente especializada en medios de comunicación y los que participan de los mismos. Suele acusársela de ser verborrágica, conflictiva y promiscua.
Varios periodistas criticaron su verborragia y conflictividad, como Chiche Gelblung:

[…] La señora Silvia Süller es un personaje imprevisible que no filtra demasiado lo que piensa, no hay reflexión entre lo que sale de su cabeza y sale por su boca. […].

El mismo periodista criticó la elevada exposición de su vida sexual:

Bajo el rubro 59, los diarios de la argentina incorporaron, después de mucho debate, publicidad de prostitución y otros tipos de servicios sexuales. […]. Con el tiempo también avanzaron los travestis, como para que las fantasías no tuvieran límite. […]. Pero hay novedades: desde ayer, el rubro 59 se instaló también en la tevé abierta, pero no bajo la forma de un aviso clasificado, sino gracias al apoyo de Jorge Guinzburg en su programa Mañanas informales. En ese espacio (tengamos en cuenta que es de mañana, y que los chicos que concurren al turno tarde miran la tele), la señora Silvia Süller, sin filtro y sin anestesia, confesó lo que todos ya saben: que vive de la prostitución. Pero como la televisión es servicio, agregó, obviamente, el precio de dichas prestaciones: 3000 pesos la hora. Faltó dar el teléfono para contrataciones directas, pero todos saben que el número no es demasiado difícil de conseguir, ya que la señora Süller suele oficiar de recepcionista en el cabaret Cocodrilo.[…].

Otros, como el psicoanalista Gabriel Rolón, panelista del programa televisivo RSM, en cambio defienden sus declaraciones, alegando que jamás critica a sus seres queridos:

Dice que es capaz de hacer cualquier cosa por dinero. Sin embargo, tiene un límite muy preciso, que son sus afectos.

## Süllermanía
Süllermanía es el nombre del primer y único CD que grabó, con temas propios que ella misma había popularizado, y otros que se daban a conocer. Fue lanzado en 1997 por BMG Argentina e incluía las siguientes canciones:
1. El chizito de Jacobo
2. El beso seco
3. La banana del amor
4. El equipo de la Süller
5. El ventilador
6. Canción desesperada
7. Süllermanía
8. El dedo mayor
9. Silvia te enamora
10. Caviar o mortadela
11. El beso seco (dance mix)
12. La banana del amor (dance mix)

Las letras de la mayoría tienen alto contenido de temas sexuales, relatadas con doble sentido, por no decir chabacano. Canción desesperada es un tema romántico, sin ese tipo de contenido, que le dedicó a su expareja Silvio Soldán.
El Chizito de Jacobo fue popularizado tiempo antes de lanzar el CD, y constituye una alusión al miembro viril de Jacobo Winograd. La canción se convirtió en un clásico del pop "pícaro" o centrado en temas sexuales.
Caviar o mortadela es un tema dedicado a la mediática Mariana Nannis, debido a la relación secreta que ella asegura que mantuvo con Claudio Caniggia, durante el año 1996.

## Vida personal
Es hija primogénita de Hugo Osvaldo Süller y de Nélida Esther Belgiorno. 
En su infancia se ganó una medalla a la asistencia perfecta en la escuela primaria. Estudió en el Colegio Nuestra Señora del Huerto de Buenos Aires y llegó a cursar el primer año de la carrera de psicología. Declaró varias veces en los programas de Susana Giménez ser profesora de inglés, egresada del Liceo Cultural Británico. 
"Yo soy profesora de inglés, hice la carrera junto con el secundario, yo salía y me iba a estudiar", afirmó.
A los 16 años comenzó a trabajar en el Banco Provincia al tiempo que participaba en concursos como modelo.
En 1978 se casó con Jorge Miraglia, y estuvieron juntos hasta 1980, cuando se separaron porque, según la propia Silvia, se enteró de que era bisexual, drogadicto y alcohólico.
En 1982 comenzó a mantener una relación con un médico cirujano de Quilmes llamado Miguel Ángel Zulli, al que conoció trabajando como secretaria suya. Fruto de este romance nació su primera hija, Marilyn (llamada así en honor a la actriz sex symbol Marilyn Monroe), en 1986. Ese mismo año se separaron y ella regresó a casa de sus padres con su beba. 
"Me fui un día sin avisar con Marilyn, él tardó seis meses en hablar por teléfono para preguntarme dónde estaba. Nunca más me volvió a ver ni a mí ni a Marilyn", le contaría a Susana Giménez.
En 1986 conoció a Silvio Soldán durante el concurso de secretarias para Grandes Valores del Tango. Comenzaron a salir y las revistas del momento pronosticaron casamiento e hijos. Pero solo lo último se concretó: en 1991 dio a luz a Christian Silvio. 
Por culpa de los celos y malos tratos de su suegra (como siempre dijo), Silvia y Silvio se separaron en 1992.
De aquella vez relató:
"Me separé una semana antes del Día de la Madre. Soldán vino y me dijo: '¿Vas a estar esta tarde?'. A lo que le dije que sí, y me dijo que su abogado me llamaría porque nos íbamos a separar, porque él no podía vivir con alguien que se llevara mal con su madre, y que entre ella y yo, se quedaba con ella".
Sin embargo, Silvia no abandonó la casa hasta el 10 de febrero de 1993, cuando sin previo aviso, un camión de mudanzas sacó sus pertenencias a la calle.
A fines del año 2001 y principios del siguiente, hubo fuertes rumores de un embarazo suyo, incluso reconocido por ella misma al declarar que abandonaba el espectáculo teatral Asociación ilícita para el humor debido al mismo. Sin embargo, el rumor quedó en la nada, llegándose a especular con un aborto.
En agosto de 2005 se separó de Claudio Ponce. Ella sostuvo que él la golpeaba y maltrataba y que «no aguantaba más». Tiempo después, confesaría en el programa de Susana Giménez que su pareja había intentado asesinarla.
A eso le sucedió una pelea con sus hijos, a los que no vio durante casi ocho meses, desde noviembre de 2006. Süller reveló esto en el ciclo de Viviana Canosa, Los profesionales de siempre, en agosto de 2007, mientras también participaba de Bailando por un sueño. Afirmó sentirse sola y no tener absolutamente a nadie. El viernes 24 de agosto de dicho año se reencontró con sus hijos.
Después de semanas de profunda depresión, el 5 de noviembre de ese año por la mañana, intentó suicidarse cortándose las venas con frascos de perfume rotos. Fue encontrada recostada sobre un charco de sangre por su mucama. Debido a esto debió ser internada en la Clínica del Sol (Buenos Aires), acompañada de sus hijos y sus hermanos siendo derivada más tarde a un neuropsiquiátrico, donde permaneció por 20 días, hasta que le dieron el alta médica, Luego del intento de suicidio y de la salida del neuropsiquiátrico, asistió al programa de Susana Giménez, donde contó lo sucedido y mostró las marcas que le quedaron en el brazo al querer cortarse las venas.
Según Luis Ventura, esta no sería la primera ocasión en que Süller había intentado suicidarse, ya que en 2001 pasó por una situación similar, donde él se ocupó de contenerla.
El 21 de marzo de 2018, fue internada de urgencia en el Hospital de Ramos Mejía tras haber sufrido un infarto agudo de miocardio. Los síntomas fueron adormecimiento en brazos y piernas, tanto así que no podía moverse. Su hermano Guido la acompañó durante su internación. El jueves 22 de marzo, fue operada en el Hospital Argerich, en donde se le colocó un stent. Sucesivamente, fue trasladada de regreso al Hospital de Ramos Mejía, para su reposo postoperatorio. 
Guido habló con la prensa, confirmando que sus sobrinos (los hijos de Silvia) habían preguntado por ella, y su madre Nélida dijo que pondría en condiciones una habitación de su casa por si tuviera que cuidarla.

### La relación con su familia
Con el único familiar con el que mantiene buena relación, de vez en cuando, es con su hermano Guido, llegando a defenderlo en múltiples ocasiones y demostrándole afecto. Según Silvia, la familia era perfecta hasta que ocho años después nació su hermana. "Mi papá trabajaba en el Banco Nación y en Teléfono del Estado, por lo que nunca me faltó ni casa, ni auto, ni fiestas de cumpleaños. Cuando papá salía del trabajo íbamos Guido, mi mamá y yo a buscarlo y nos íbamos a comer a restaurantes", dijo en el programa Cortá por Lozano. Así como también dijo que sus padres nunca habían sido cariñosos, llegando a confesar que de joven su padre les pegaba tanto con un cinturón que ella tenía vergüenza de ir al colegio con la hebilla marcada en las piernas. A pesar de esto, es a su padre al que más aprecia.
Mantiene una pelea con su hermana Norma desde hace más de 20 años por razones nunca reveladas, así como culpa a su madre de «haberle robado a su hija», dado que la joven vivió con su abuela desde temprana edad.
En 2017 acusó a su hermano menor adoptivo, Marcelo, de golpeador, violento y drogadicto. "Sufrí violencia de género de parte de él, porque cuando le falta la droga se pone como loco. Él nunca estudió ni trabajó, entonces vive de la jubilación de mis padres", dijo. En octubre de 2020 apareció en vivo en Crónica HD.

## Apariciones en televisión
- Grandes valores del tango (1986).
- Domingos para la juventud (1987).
- Calabromas (1992).
- Nico (1994).
- Almorzando con Mirtha Legrand - "La guerra de las vedettes" (1995).
- Matrimonios y algo más (1996).
- El paparazzi, increíble pero Rial (1997).
- Totalmente (1999).
- Paf! (2000).
- Totalmente (2000).
- Videomatch - Invitada (2000).
- Intrusos en el espectáculo (2001).
- Siempre Sábado (2001).
- Rumores (2002).
- Susana Giménez (2002).
- Zap TV (2003).
- Odisea, en busca del escarabajo dorado (2005).
- Bailando por un sueño 2007 (2007).
- Susana Giménez (2007).
- Susana Giménez (2008).
- Hechos y protagonistas (2009).
- Gran Cuñado VIP (2009).
- Infama (2010).
- Infama (2011).
- Pasión de sábado - El musical (2011).
- Infama (2012).
- La hora de Alejandro (2012).
- Fort Night Show (2012).
- Almorzando con Mirtha Legrand (2015).
- Susana Giménez - Sketch: "La empleada pública" (2016).
- Almorzando con Mirtha Legrand (2016).
- Almorzando con Mirtha Legrand (2017).
- Cortá por Lozano (2017).
- Cuestión de peso (Argentina) - Participante especial (2017).
- Cuestión de peso (Paraguay) - Participante especial (2017).
- TeleShow (Paraguay) - Panelista temporal (2017).
- Baila conmigo Paraguay (Paraguay) - Participante del concurso (2017).
- Bailando Bolivia (Bolivia) - Jurado de reemplazo (2017).
- Susana Giménez (2017).
- Cortá por Lozano (2018).
- ¿Quién quiere ser millonario? - Participación especial (2019).
- El Precio Justo - Especial Famosos (2020) .

## Obras de teatro
- Picantísima (1993), Teatro Maipo, junto a Jorge Corona, Beatriz Salomón, Alberto Anchart, Alejandra Domínguez, Silvana Pane, Osvaldo Cappai, Alejandro Vidal, Rodolfo Altamirano, Marcelo y Cirilo, Daniel Meseguer y Claudio Connor's - Dirección: Ángel Cortese.
- Tanga feroz (1994), Teatro La Campana (Mar del Plata), junto a Jorge Corona, Alberto Anchart, Nancy y Las Guerreras, Marcelo y Cirilo y elenco.
- La noche de las pistolas frías (1995), Teatro Tabarís, junto a Emilio Disi, Tristán, Marixa Balli, María Fernanda Callejón y Alejandra Pradón.
- Operativo Tanguita e Inocentes... pero no tanto (1996), junto a Los Gauchos de Videomatch, en el Teatro La Sombrilla, de Villa Carlos Paz.
- Más loca que una vaca (1996), junto a Susana Romero, Cris Miró y Alejandra Mora.
- Ricos y fogosos (1997), Teatro Provincial (Mar del Plata), junto a Jorge Corona, Mónica Ayos, Romina Gay y Jorge Troiani.
- Armatetón (1998), Teatro Tabarís, junto a Tristán, Amalia "Yuyito" González, María Fernanda Callejón, Juan Acosta y elenco.
- Corona al gobierno, Süller al poder (1999), Teatro Astros, junto a Jorge Corona, Moisés Ikonicoff, María Gianmaría, Eduardo Rojo y elenco - Dirección: Ethel Rojo.
- El show del chiste (1999), Teatro Candilejas (Villa Carlos Paz), junto a Beto César, Carlos Sánchez, Flavia Miller y elenco.
- Y dicen que somos aburridos, la joda continúa (2000), Teatro del Sol (Villa Carlos Paz), junto a Tristán, Beto César y José Luis Gioia.
- Asociación ilícita para el humor (2002), Teatro del Lago (Villa Carlos Paz), junto a Adriana Salgueiro, Hugo Varela, Chichilo Viale y elenco.
- Quilomberos (2003), Teatro Re Fa Si (Mar del Plata), junto a Marcelo Polino.
- Humor gitano (2004), Teatro Coral (Villa Carlos Paz), junto a Marcelo Polino, Marixa Balli y Ethel Rojo.
- Süller mata billetera (2014), Tratro Re Fa Si (Mar del Plata), junto a Jacobo Winograd, Lola Tomasello, Diego Castro, Gabriel Plastina, Soledad Pignataro y Marma Cariati.
- Divas Nac & Pop (2017), Teatro La Campana (Mar del Plata), junto a Gaby González (Rosita, de Pasión de Sábado), Ale Alvarez, Leo López, Mariano Frigolino, Mely Vallante y Belén Di Giorgio.
- Süllermania total (2019), Teatro Ocean (Mar de Ajó), junto a Mariano de la Canal, José Martínez, Camila Vélez y el invitado especial Irvin Díaz Escobar.

## Radio
- 2018: Estamos a punto.

## Discografía
- 1996: Caviar o Mortadela (sencillo) - BMG Argentina
- 1997: El chizito de Jacobo (sencillo) - BMG Argentina
- 1997: Süllermanía (CD) - BMG Argentina
- 1997: Süllermanía (sencillo) - BMG Argentina

## Libros
- 2015: Yo, la mejor de todas - Editorial Martínez Roca